# The Authors of Pain
Pour les articles homonymes, voir AOP.
Palmarès
Tournoi Dusty Rhodes Tag Team Classic 2016
1 fois champion par équipes de la NXT 
1 fois champion par équipes de Raw
Les Authors of Pain (ou courtement AOP) sont un clan de catcheurs Heel, composée de Akam, Rezar et Paul Ellering (manager). Le trio travaille actuellement à la World Wrestling Entertainment, dans la division Raw.
L'équipe se forme en 2016 et lutte d'abord dans des spectacles non télévisés. Ils luttent alors sous leur véritables noms avant d'adopter les noms de ring d'Akam et Rezar. Ils commencent à apparaître dans l'émission NXT à la mi-juin et remportent le tournoi Dusty Rhodes Tag Team Classic (en) en 2016 et sont ensuite champions par équipes de la NXT.

## Carrière de l'équipe

### World Wrestling Entertainment (2016-2020)

#### Débuts àNXTet champions par équipes deNXT(2016-2018)
Le 12 février 2016 lors d'un House Show de NXT, ils effectuent leurs débuts, mais perdent face à The Hype Bros (Mojo Rawley et Zack Ryder). 
Le 8 juin à NXT TakeOver: The End, ils effectuent leurs débuts dans un show télévisé en tant que Heel, sous le nom des Authors of Pain et les identités d'Akam et Rezar, en attaquant American Alpha (Chad Gable et Jason Jordan) après leur défaite face à The Revival (Dash Wilder et Scott Dawson) pour les titres par équipes de NXT. 
Le 19 novembre à NXT TakeOver: Toronto, ils participent au tournoi Dusty Rhodes Tag Team Classic et le remportent en battant TM61 (Nick Miller et Shane Thorne) en finale, ce qui fait qu'ils deviennent aspirants n°1 aux ceintures par équipes du show jaune. 
Le 28 janvier 2017 à NXT TakeOver: San Antonio, ils deviennent les nouveaux champions par équipes de NXT, en battant DIY (Johnny Gargano et Tommaso Ciampa), pour la première fois de leurs carrières. 
Le 1er avril à NXT TakeOver: Orlando, ils conservent leurs titres en battant leurs mêmes adversaires et The Revival dans un Triple Threat Elimination Tag Team match. Le 20 mai à NXT TakeOver: Chicago, ils conservent leurs titres en rebattant DIY dans un Ladder match.
Le 19 août à NXT TakeOver: Brooklyn III, ils ne conservent pas leurs titres, battus par SAnitY (Alexander Wolfe et Eric Young), ce qui met fin à un règne de 203 jours. 
Le 18 novembre à NXT TakeOver: WarGames, Roderick Strong et eux perdent face à l'Undisputed Era (Adam Cole, Bobby Fish et Kyle O'Reilly) dans un Triple Threat WarGames match qui inclut également SAnitY.
Le 27 janvier 2018 à NXT TakeOver: Philadelphia, ils ne remportent pas les ceintures, rebattus par leurs mêmes opposants. 
Le 7 avril à NXT TakeOver: New Orleans, ils ne remportent pas les titres par équipes de NXT et le tournoi Dusty Rhodes Tag Team Classic, rebattus par l'Undisputed Era dans un Triple Threat Tag Team match qui inclut également Pete Dunn et Roderick Strong. Pendant le combat, ce dernier effectue un Heel Turn, car il trahit son propre partenaire et aide la première équipe à gagner la rencontre.

#### Draft àRaw, champions par équipes deRaw, alliance avec Seth Rollins et départ (2018-2020)
Deux soirs plus tard à Raw, ils font leurs débuts dans le show rouge, sans Paul Ellering, disputent leur premier match et battent Heath Slater et Rhyno.  
Le 3 septembre à Raw, ils sont accompagnés par leur nouveau manager Drake Maverick, et battent deux catcheurs locaux. La semaine suivante à Raw, leur nom d'équipe est raccourci en AOP.
Le 5 novembre à Raw, en battant Seth Rollins dans un 2-on-1 Handicap match, ils deviennent les nouveaux champions par équipes de Raw pour la première fois de leur carrière (et leur second titre par équipes). Treize soirs plus tard aux Survivor Series, ils battent les champions par équipes de SmackDown, The Bar (Cesaro et Sheamus), dans un Champions vs. Champions Tag Team match. Le 10 décembre à Raw, Drake Maverick et eux ne conservent pas leurs titres, battus par Bobby Roode et Chad Gable dans un 2-on-3 Handicap match, ce qui met fin à un règne de 35 jours.
Le 25 novembre 2019 à Raw, ils font leur retour après 11 mois d'absence, sans Drake Maverick, et battent Zack Ryder et Curt Hawkins. Le 30 décembre à Raw, Seth Rollins et eux forment officiellement une faction et le premier adopte une nouvelle gimmick : celle du Monday Night Messiah, un « messie » qui sacrifie les autres pour la plus grande cause. 
Le 4 septembre 2020, ils sont renvoyés par la compagnie.

### Retour à la World Wrestling Entertainment (2024-...)
Le 5 janvier 2024 à SmackDown, ils font leur retour dans la compagnie après 3 ans et 4 mois d'absence, récupèrent leur manager Paul Ellering, attaquent Bobby Lashley et les Street Profits, puis s'allient officiellement avec Karrion Kross et Scarlett pour former un clan appelé The Final Testament.
Le 7 avril à WrestleMania XL, les trois catcheurs perdent face au trio adverse dans un Philadelphia Street Fight match. Le 29 avril à Raw, lors du Draft, le groupe est annoncé être officiellement transféré au show rouge.

## Palmarès
- World Wrestling Entertainment
  - 1 fois Champions par équipes de Raw
  - 1 fois Champions par équipes de NXT
  - Vainqueurs du Dusty Rhodes Tag Team Classic (2016)